# カール・ハインリヒ・バルト

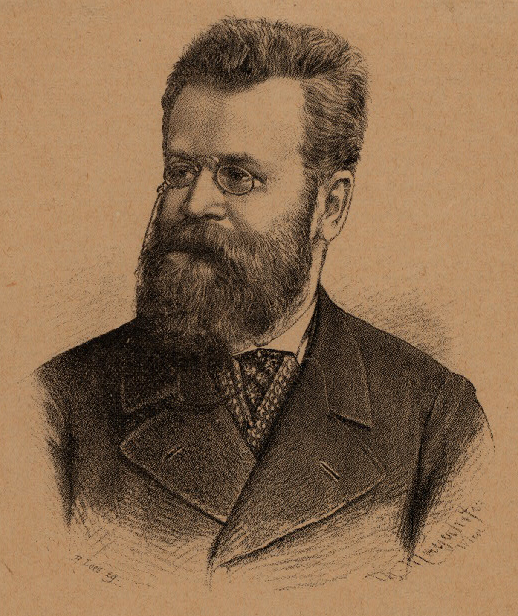

カール・ハインリヒ・バルト（Karl Heinrich Barth, 1847年7月12日 - 1922年12月23日）は、東プロイセン(現在のロシア)のバルチスク生まれのピアニスト・教育者。

## 生涯
1856年にポツダムにてルートヴィヒ・シュタインマンに師事して正式にピアノの訓練を開始し、以降リストの高弟であったハンス・フォン・ビューローとカール・タウジヒに師事し、他にもハンス・フォン・ブロンザルトにも師事した。
1868年にベルリンのシュテルン音楽院の教官に就任する。
1910年にベルリン国立音楽大学のピアノ科主任教授に就任。
1922年にベルリンで死去。

## 門下生
- アーネスト・シェリング
- アルトゥール・ルービンシュタイン
- ヴィルヘルム・ケンプ